# Damasus II.

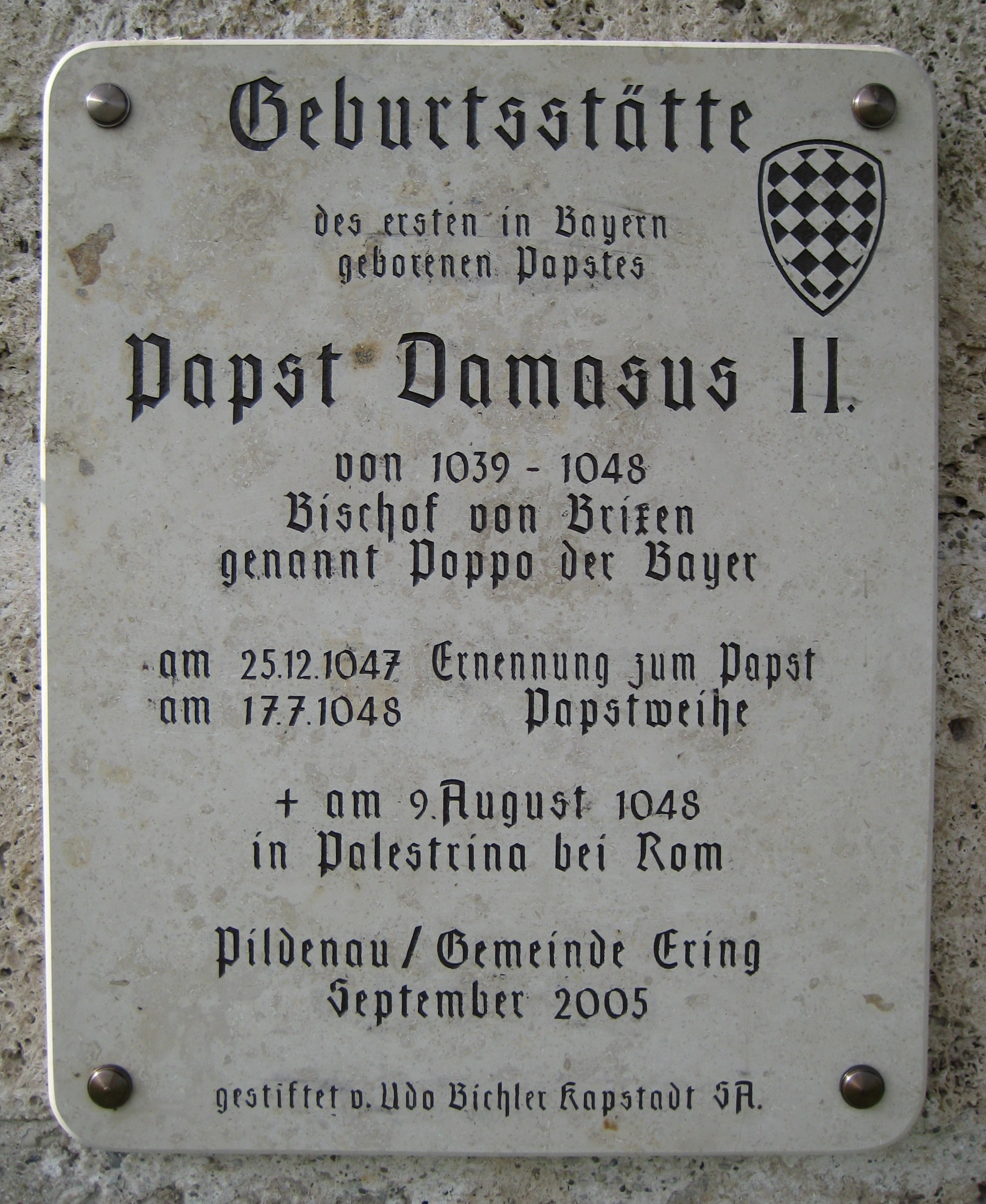
Gedenktafel für Damasus II. an der Kirche seines Geburtsortes

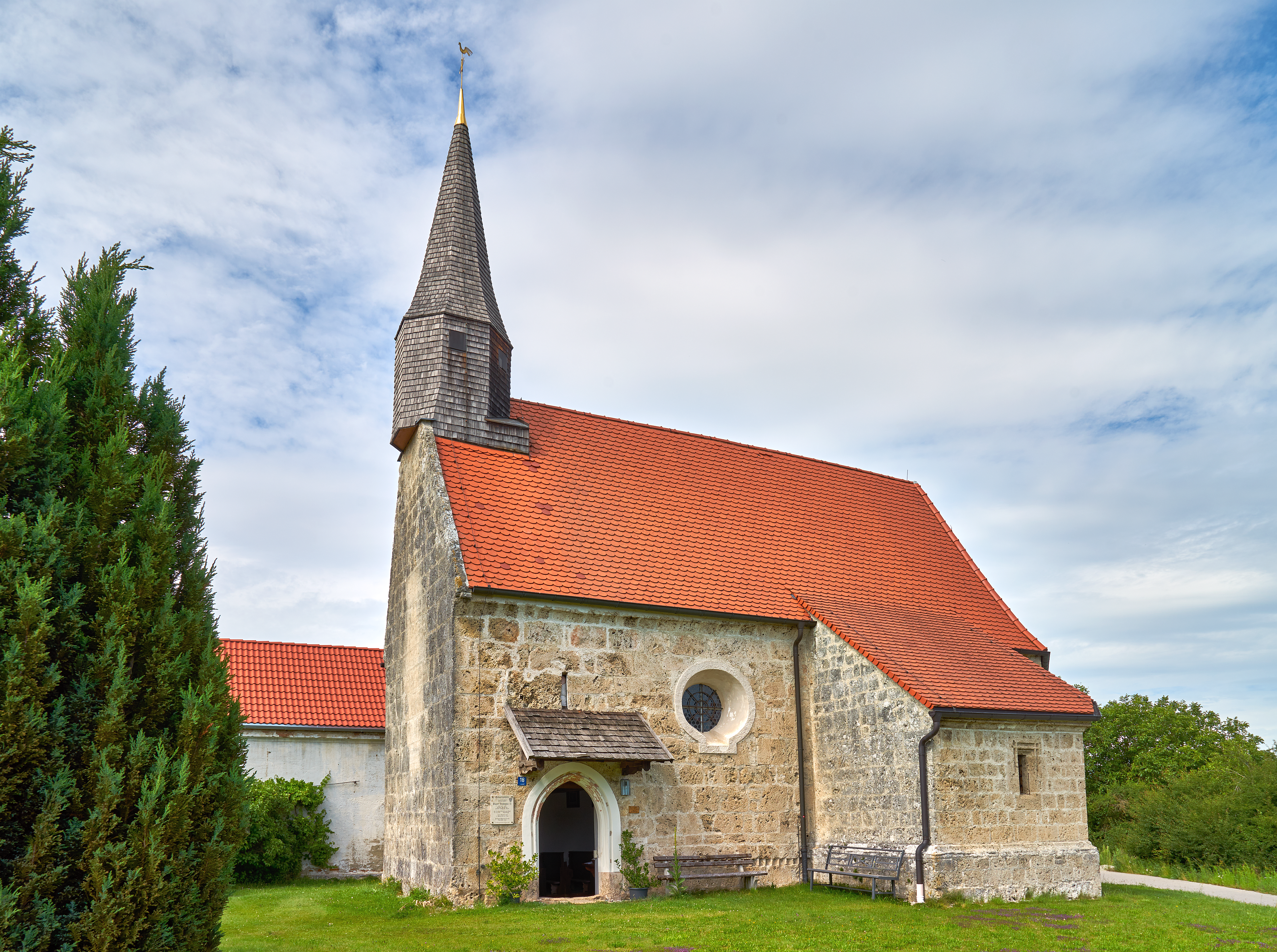
Kirche St. Johannes und Paulus an der Geburtsstätte Damasus’ II. in Pildenau

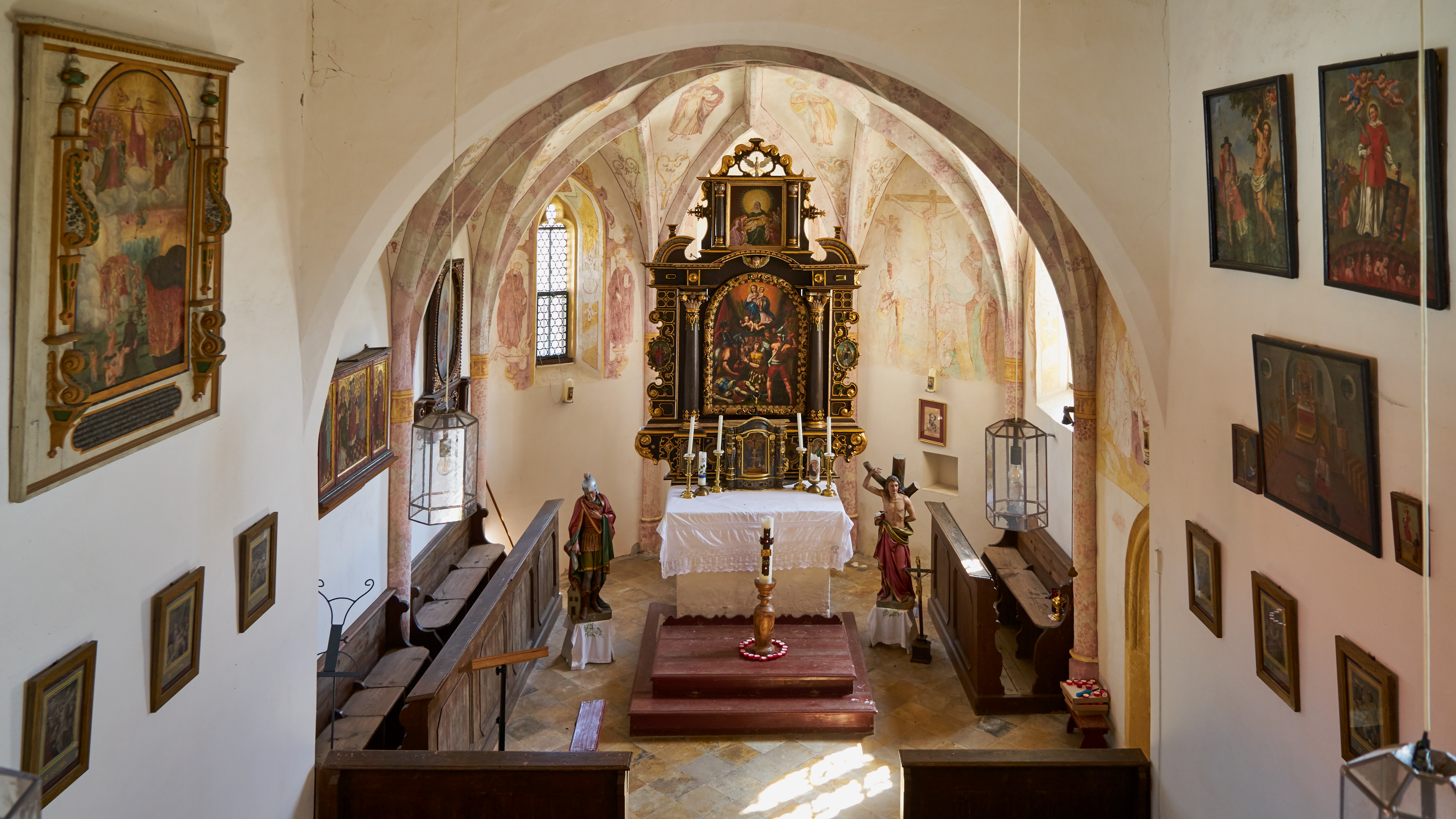
Kirche St. Johannes und Paulus (Pildenau) Innenansicht

Damasus II., vorher Poppo von Brixen (* vermutlich in Pildenau bei Ering, Niederbayern; † 9. August 1048 in Palestrina), war vom 17. Juli bis 9. August 1048 Papst. Er gilt aufgrund seiner Herkunft und seiner Nähe zum salischen Kaiser als „deutscher Papst“.

## Leben
Poppo von Brixen, mit dem Beinamen Baginarius (der Bayer), stammte aus dem bayerischen Adelsgeschlecht der Babonen und war der Sohn des Grafen Poppo II. von Rott (oder nach anderen Quellen Sohn des Vogtes Chuno von Kloster Benediktbeuern). Im Liber Pontificalis wird er als natione Noricus, qui alio vocabulo Bayuuarius dicitur bezeichnet. Er war seit 1039 Bischof des Bistums Brixen und nahm als solcher 1046/1047 an den Synoden von Pavia, Sutri und Rom teil.
Er wurde Weihnachten 1047 von Kaiser Heinrich III. in Pöhlde gegen Benedikt IX. zum Papst bestimmt. Poppo wurde auf kaiserliches Geheiß von einer Armee des Markgrafen von Toskana nach Rom begleitet, die den Auftrag hatte, Benedikt IX. gewaltsam vom Stuhl Petri zu entfernen. Am 16. Juli 1048 konnte Poppo mit einer toskanischen Streitmacht in Rom einziehen und wurde am nächsten Tag als Papst geweiht. Benedikt war im Jahr zuvor schon einmal vom Papstthron vertrieben worden. Er ergriff aber nach dem Tode von Clemens II., den er vergiftet haben soll, erneut die Herrschaft.
Poppo saß 24 Tage als Damasus II. auf dem Heiligen Stuhl, bevor er in Palestrina – vermutlich an der Malaria – starb, wobei umstritten ist, ob er von den Anhängern Benedikts IX. vergiftet wurde. Begraben wurde er in der Basilika San Lorenzo fuori le mura in Rom.
Papst Damasus der Zweite behielt während seines Pontifikats auch das Bistum Brixen, dem er laut dem Brixener Bischofskatalog aus dem frühen 15. Jahrhundert ein kostbares Altartuch (pallam altaris optimam Brixinam misit) vermachte. Über sein kurzes Pontifikat ist nichts überliefert.

## Kirche St. Johannes und Paulus
Die römisch-katholische Filialkirche St. Johannes und Paulus steht in Pildenau, einem Gemeindeteil in Ering am Inn im niederbayerischen Landkreis Rottal-Inn. Sie ist in der Liste der Baudenkmäler in Ering als Baudenkmal unter der Nr. D-2-77-118-42 eingetragen. Die Kirche gehört zum Bistum Passau.